# Dominique de Villepin
« Villepin » redirige ici. Pour la famille dont cet homme politique est issu, voir Famille Galouzeau de Villepin.
Dominique Galouzeau de Villepin (prononcé : [dɔminik ɡaluzo də vilpɛ̃]), dit Dominique de Villepin , né le 14 novembre 1953 à Rabat (protectorat français au Maroc), est un homme d'État, écrivain, diplomate et avocat français. Il est Premier ministre du 31 mai 2005 au 17 mai 2007.
Diplomate de formation et proche collaborateur de Jacques Chirac, il est secrétaire général de l'Élysée à partir de 1995, puis nommé ministre des Affaires étrangères en 2002. Son discours aux Nations unies contre l'invasion de l'Irak en 2003 suscite l'attention de la communauté internationale. Il devient ministre de l'Intérieur en 2004 dans le troisième gouvernement de Jean-Pierre Raffarin, puis est nommé Premier ministre par le président Jacques Chirac l'année suivante.
Alors qu'il est à Matignon, il met en place l'état d'urgence à la suite des émeutes de 2005. Le mouvement contre le contrat première embauche de 2006 le pousse à retirer sa loi pour l'égalité des chances. Il quitte la tête du gouvernement après l'élection présidentielle de 2007. Il souhaite se présenter à l'élection présidentielle de 2012, mais il se retire de la course faute d’avoir recueilli suffisamment de parrainages d’élus pour officialiser sa candidature.
Après avoir abandonné la vie politique, il intervient dans les milieux diplomatiques, d'affaires et culturels. Il revient néanmoins progressivement sur le devant de la scène médiatique à partir de 2024 afin de commenter les crises intérieures et internationales.
Le 23 juin 2025, il annonce la création de son nouveau parti, La France humaniste, dans la perspective supposée de se présenter à l'élection présidentielle de 2027.

## Biographie

### Les années de formation

#### Origines et enfance
Dominique Galouzeau de Villepin, né à Rabat, est fils d'un industriel, devenu sénateur des Français de l'étranger, Xavier Galouzeau de Villepin et d'une magistrate, Yvonne Hétier, première conseillère de tribunal administratif.
La famille Galouzeau de Villepin est une famille d'ancienne bourgeoisie. Depuis le XIXe siècle, les Galouzeau de Villepin recensent dix-huit décorés de la Légion d'honneur. Les aïeux de Dominique de Villepin étaient officiers militaires, parlementaires, diplomates, chefs d'entreprises, et tous diplômés de grandes écoles françaises (notamment Saint-Cyr, Polytechnique, HEC et ENA). Son grand-père paternel, François de Villepin, après des études à Saint-Cyr, est capitaine de cavalerie puis d'artillerie lors de la Première guerre mondiale.
Durant sa jeunesse, il assiste directement au décès de deux membres de sa famille, son grand-père François et son frère aîné Eric, tous deux morts d'une crise cardiaque.
Dominique de Villepin passe la majeure partie de son enfance à l’étranger : en Afrique, aux États-Unis, où il étudie au lycée français de New York, en Amérique latine, en particulier au Venezuela, où il est le seul élève de son lycée à Caracas à se mobiliser pour le mouvement de mai 68. Rentré en France, il poursuit ses études à Toulouse, au lycée privé jésuite Le Caousou, où il obtient le baccalauréat à l'âge de 16 ans.
Il commence ses études supérieures à l'université Paris X-Nanterre. Il obtient une licence de droit à l'université Paris II Assas. Il est diplômé de l'Institut d'études politiques de Paris en 1975 (section Service public).
Gaulliste, sensible aux idées progressistes de la « Nouvelle Société » proposée par le Premier ministre Jacques Chaban-Delmas et ses conseillers Simon Nora et Jacques Delors, il adhère en 1977 au Rassemblement pour la République (RPR).
En janvier 1978, il intègre l'École nationale d'administration, dont il sort dans la promotion Voltaire (1980), aux côtés d'Henri de Castries, Michel Sapin, Michel Delpuech, Renaud Donnedieu de Vabres, Jean-Pierre Jouyet, François Hollande et Ségolène Royal. Il se classe 25e de la promotion. À sa sortie de l'ENA, il effectue son service militaire dans la Marine comme officier du porte-avions Clemenceau, avant d'occuper son premier poste au ministère des Affaires étrangères (MAE).

#### Diplomatie et géostratégie (1980-1995)
En 1980, il intègre la direction des Affaires africaines et malgaches administrée par Guy Georgy. Il est secrétaire chargé de la corne de l'Afrique. En parallèle, à partir de 1981 il est membre du Centre d'analyse et de prévision du ministère des Affaires étrangères. En 1984, nommé à Washington, D.C. premier secrétaire à l'ambassade de France, il se voit confier le service de presse et d'information de l'ambassade. En 1989, il est détaché à New Delhi où il sert comme conseiller à l'ambassade de France. Rentré à Paris en 1992, il est promu directeur adjoint aux Affaires africaines et malgaches à Paris.
En 1993, le RPR sort vainqueur des législatives. Édouard Balladur est nommé Premier ministre. Alain Juppé, devenu ministre des Affaires étrangères, choisit Dominique de Villepin comme directeur de cabinet.

#### Secrétaire général de l'Élysée avec Jacques Chirac (1995-2002)
Dominique de Villepin est un collaborateur de Jacques Chirac à partir de 1981. Élu président de la République, Chirac le nomme en mai 1995 secrétaire général de la présidence de la République. Avec l'avocat Francis Szpiner, il aurait animé au palais de l'Élysée une cellule juridique (surnommée « le cabinet noir » en référence au Cabinet noir du temps de la monarchie), chargée de suivre les affaires politico-financières en cours liées au RPR.
En 1997, afin de mettre fin aux luttes intestines de la droite, il aurait été l'un des principaux instigateurs de la dissolution de l'Assemblée nationale par le président. Les élections législatives aboutissent à une défaite du RPR et à une phase de cohabitation : le RPR tient l'Élysée, les socialistes gouvernent à Matignon. Les militants du RPR lui en tiennent rigueur, ainsi que Bernadette Chirac qui aura toujours exprimé de la rancœur envers lui, le surnommant « Néron », l'empereur incendiaire. L'usure du gouvernement socialiste de Lionel Jospin de 1997 à 2002 facilite cependant la réélection de Jacques Chirac lors de la présidentielle de 2002.

### Carrière politique

#### Ministre des Affaires étrangères (2002-2004)

##### Refus de la guerre en Irak

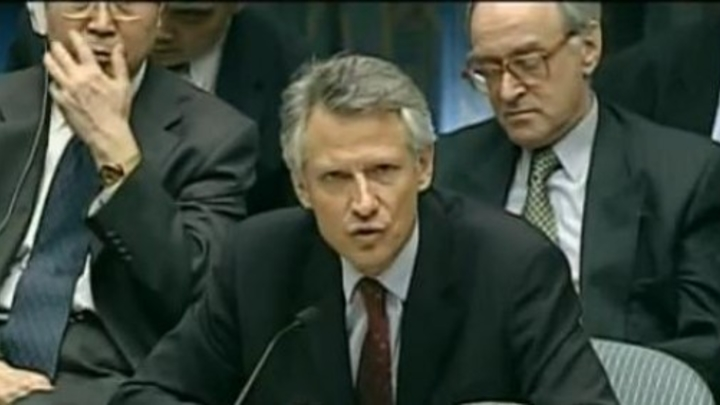
Dominique de Villepin à New York prononçant un discours au Conseil de sécurité des Nations unies contre la guerre en Irak, le 14 février 2003.

En 2002, Jacques Chirac, réélu, le nomme ministre des Affaires étrangères. Le président français prend la décision de s'opposer à la guerre d'Irak voulue par les États-Unis. Le 14 février 2003, Dominique de Villepin prononce alors au Conseil de sécurité des Nations unies un discours :

« L'option de la guerre peut apparaître a priori la plus rapide. Mais n'oublions pas qu'après avoir gagné la guerre, il faut construire la paix. Et ne nous voilons pas la face : cela sera long et difficile, car il faudra préserver l'unité de l'Irak, rétablir de manière durable la stabilité dans un pays et une région durement affectés par l'intrusion de la force. (…) »

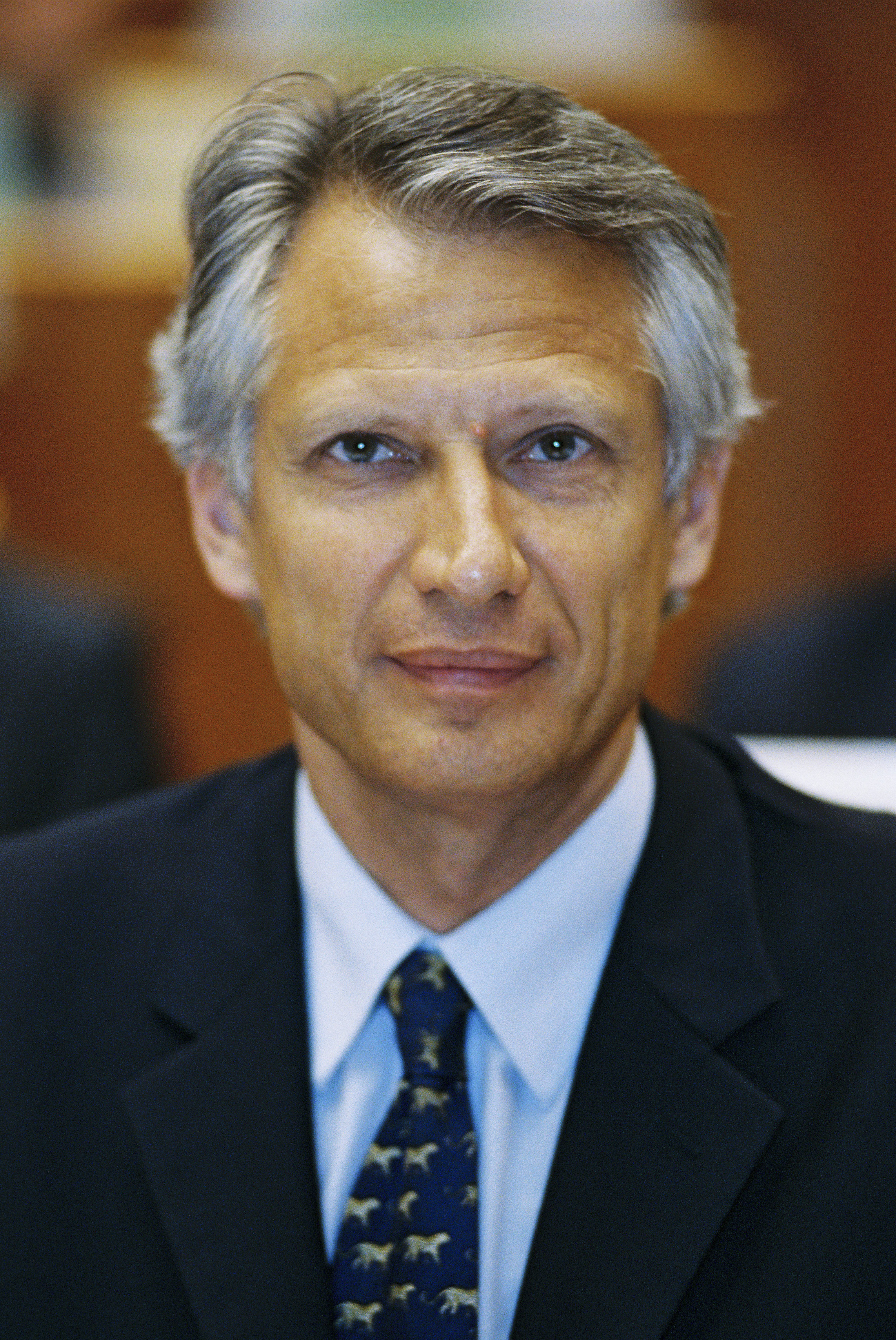
Dominique de Villepin en 2003.

Ce discours aux accents gaulliens qui défie l'hégémonisme américain, lui vaut d'être applaudi, chose rare en cette enceinte. Dominique de Villepin considère la « guerre contre le terrorisme » du président américain George W. Bush maladroite et contre-productive. Selon Dominique de Villepin, l'appel à la guerre contre le terrorisme est risqué, parce qu'il donne aux différents groupes terroristes une légitimité et une audience auxquelles ils aspirent. Il valorise le combat qu'ils conduisent, avec les armes de l'aveuglement et du fanatisme. Il leur accorde le statut d'opprimé dont ils ont besoin pour répandre le plus largement possible leurs thèses extrémistes. Le problème du terrorisme doit donc être résolu avec intelligence et non avec brutalité[réf. nécessaire].

##### Diplomatie active: opérations extérieures courtes
Dominique de Villepin, proche des sœurs Betancourt depuis sa période étudiante, organise début juillet 2003 une opération secrète de libération d'Íngrid Betancourt, l'opération 14 juillet. L'opération n'atteint pas son objectif, la France présente ses excuses.
Fin 2002, la Côte d'Ivoire, un des principaux partenaires de la France en Afrique subsaharienne entre en guerre civile. Afin de trouver une « solution pacifique », Dominique de Villepin force les deux factions, celle du président légalement élu Laurent Gbagbo et celle des putschistes, à discuter en janvier 2003 en France à Linas-Marcoussis. Ce processus de réconciliation aboutit aux accords Kléber.
En 2016, la juge d’instruction française Sabine Kheris demande le renvoi devant la Cour de justice de la République de Dominique de Villepin, Michel Barnier et Michèle Alliot-Marie. Ces anciens ministres sont suspectés d'avoir permis l'exfiltration des mercenaires responsables de l'attaque contre le camp de Bouaké en 2004, faisant neuf morts parmi les soldats français. L'opération aurait visé à justifier une opération de riposte contre le gouvernement de Laurent Gbagbo dans le cadre de la crise en Côte d’Ivoire de 2004. Le 22 mars 2019, la commission des requêtes de la Cour de justice de la République rend son avis indiquant l’abandon des poursuites, rien ne montrant, après enquête, l’implication des anciens ministres.

#### Ministre de l’Intérieur (2004-2005)

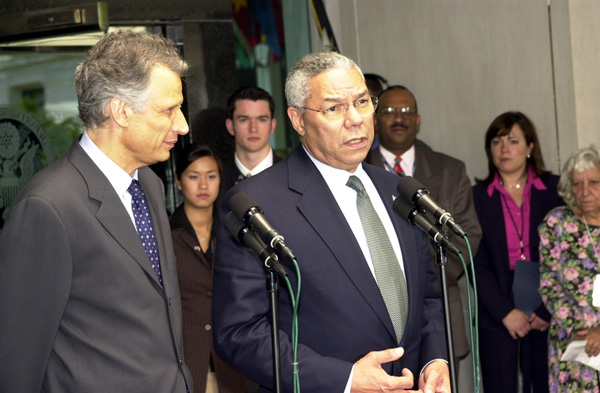
Dominique de Villepin avec Colin Powell à Washington, le 19 septembre 2004.

Lorsque Nicolas Sarkozy quitte le ministère de l'Intérieur en 2004 pour le ministère de l'Économie et des Finances, Jacques Chirac nomme Dominique de Villepin au ministère de l'Intérieur. Il occupe ces fonctions du 31 mars 2004 au 31 mai 2005.
Dominique de Villepin occupe l'hôtel de Beauvau un peu plus d'un an, jusqu'au référendum portant sur la Constitution européenne.

#### Premier ministre (2005-2007)
Le 18 avril 2005, quelques semaines avant le référendum portant sur le projet de la Constitution européenne, Dominique de Villepin, lors d'un entretien accordé à la radio Europe 1, affirme que « quel que soit le résultat de ce référendum, que les Français votent oui ou qu'ils votent non, il faudra une politique encore plus volontaire, encore plus audacieuse, encore plus solidaire ». À la suite du rejet par les électeurs du référendum sur la constitution européenne, Dominique de Villepin est nommé Premier ministre en remplacement de Jean-Pierre Raffarin le 31 mai 2005,. En 2009, il se prononce en faveur de la ratification du Traité de Lisbonne.
Après Georges Pompidou et Raymond Barre, Dominique de Villepin est la troisième personnalité sous la Ve République à devenir chef de gouvernement sans jamais avoir brigué un mandat électif au suffrage universel avant son entrée en fonction et le seul à ne s'être jamais présenté à une élection au suffrage universel par la suite.
À propos des circonstances de sa nomination, il était en compétition avec Michèle Alliot-Marie, qui avait la préférence du président Jacques Chirac. Il explique sa nomination ainsi : « Je me suis imposé Premier ministre, Chirac n'a pas eu le choix, c'est moi qui ai décidé ! ».

##### Bataille de l'emploi: volontarisme et flexibilité

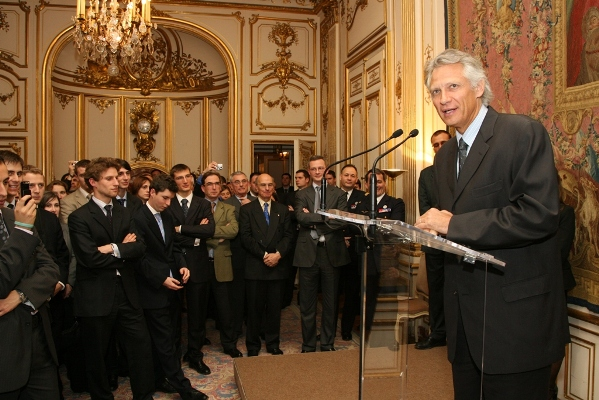
Dominique de Villepin reçoit des membres de l'ANAJ, à l'hôtel de Matignon, en 2006.

Dans son discours de politique générale, qu'il prononce le 8 juin 2005 devant les députés de l'Assemblée nationale, il affirme son intention de « remettre la France en marche ». Il se donne « cent jours » pour redonner confiance aux Français et présente pour cela un plan de relance d'urgence pour la période 2005-2007, estimé à 4,5 milliards d'euros. Les mesures sont adoptées par ordonnance :
- une enveloppe d'un milliard d'euros est versée, sous la forme de prime pour l'emploi (PPE), aux personnes à bas revenus qui retrouvent un travail ;
- une baisse de 3,5 milliards de l'impôt sur le revenu doit permettre d'augmenter le pouvoir d'achat des classes moyennes.

Selon Dominique de Villepin, l'urgence absolue est le chômage, notamment celui des jeunes. Les entreprises doivent être incitées à recruter grâce à une plus grande flexibilité du marché du travail. Il est ainsi adopté le contrat nouvelles embauches (CNE), qui permet à l'employeur de licencier sans motif son salarié dans les deux ans après l'embauche. Le CNE n'a pas suscité de mouvement d'opposition massif, Dominique de Villepin décide de lancer un contrat presque équivalent pour les jeunes, le contrat première embauche (CPE). Présenté par les syndicalistes comme étant une menace contre le Code du travail et le CDI, ce projet rencontre l'opposition franche de la gauche, et suscite d'importantes manifestations et grèves d'étudiants. L'opposition lance alors une bataille d'amendements. À la suite de l'adoption de l'article de loi concernant la mise en place du CPE, le Premier ministre décide d'utiliser l'article 49 alinéa 3 de la Constitution sur le vote des derniers articles du projet de loi permettant une adoption rapide du texte.
Après des semaines de manifestations et de blocages d'universités par les syndicats, Jacques Chirac est forcé d'intervenir et de réclamer la non-application du texte de loi. Le 10 avril 2006, après de multiples tentatives pour calmer la protestation, dont la non-promulgation par le président Chirac de la loi, pourtant validée par le Conseil constitutionnel, Dominique de Villepin annonce le remplacement rapide du CPE par une autre mesure, ce qui revient à son abrogation.
Durant son mandat en tant que Premier ministre, le chômage connaît une baisse continue, passant de 9,2 % en 2004 à 8 % en 2007. Fin 2007, 900 000 CNE avaient été signés. À la suite notamment de failles juridiques, le CNE étant jugé non conforme à la convention 158 de l'organisation internationale du travail notamment « parce qu'une période d'essai doit avoir une durée raisonnable », il est abrogé en 2008.

##### Nouvelle politique industrielle: la R&D publique
Mettant en œuvre la « nouvelle politique industrielle » préconisée par Jean-Louis Beffa et voulue par le président Jacques Chirac, Dominique de Villepin est chargé de trouver les financements pour les programmes publics de développement et recherche (R&D) :
- l'Agence pour l'innovation industrielle (AII) ;
- l'Agence de financement des infrastructures de transport de France (AFITF) ;
- l'Agence nationale de la recherche (ANR).

Ce programme public de R&D doit alors contribuer à l'innovation, à inverser le processus de délocalisation et à permettre la conquête de nouveaux marchés extérieurs[source insuffisante]. La croissance de la France est alors en hausse, 2,4 % en 2006 et 2007 contre 1,6 % en 2005.

##### Privatisation et désendettement de l'État
Dominique de Villepin poursuit la politique de privatisation menée par les gouvernements précédents. Il cède ainsi :
- des parts de Gaz de France en juillet 2005 ;
- en concession pour une durée de 27 ans, les sociétés d'autoroutes Sanef, APRR et ASF, en février et mars 2006[c] ;
- des parts dans Alstom, les aéroports de Paris et Sofréavia.

L'État affecte symboliquement les recettes des privatisations au désendettement de l'État et de ses établissements publics. L'intérêt est alors double :
- Dominique de Villepin souhaite respecter les engagements pris dans le cadre du pacte de stabilité et de croissance et ramener la dette publique française au seuil de 60 % du PIB. En 2005, la dette publique représente 67,2 % du PIB, tandis que fin 2007 elle a atteint 64,4 % du PIB[32] ;
- ces privatisations permettent à l'État français de maintenir un climat de confiance avec les marchés et d'obtenir ainsi de nombreuses lignes de crédit favorables au financement de son économie pour des opérations publiques ou privées.[réf. nécessaire] Le « transfert de base » c'est-à-dire le supplément d’endettement accordé aux administrations publiques françaises par les marchés a été entre 2004 et 2007 de 164 milliards d'euros[31].

##### Rivalité avec Nicolas Sarkozy
Présenté par les commentateurs comme son rival, tant par le caractère que par le positionnement politique, le président de l'UMP Nicolas Sarkozy devient toutefois son ministre de l'Intérieur. Lorsque Dominique de Villepin préside le Conseil des ministres le 7 septembre 2005 en remplacement de Jacques Chirac, admis au Val-de-Grâce à cause d'un accident vasculaire cérébral, la rivalité entre les deux membres du gouvernement s'accentue. Il remplace toujours Jacques Chirac lors de la 60e session de l'Assemblée générale des Nations unies à New York. C'est à ce moment que les commentateurs forgent le néologisme « villepinisme » pour désigner le discours, la pratique politique et l'influence au sein de l'UMP du nouveau Premier ministre.
En octobre, des émeutes ont lieu dans les banlieues françaises. 5 000 voitures sont brûlées en moins de deux semaines. Dominique de Villepin décrète l'état d'urgence, prolongé de trois mois quelques jours plus tard par un vote au Parlement, afin de permettre aux préfets de décréter le couvre-feu. Dans ce climat de rivalité intra-gouvernementale, Dominique de Villepin surenchérit en recourant avec excès aux rapports de force. Sa stratégie de passage en force du contrat première embauche (CPE) est condamnée par la presse (en particulier Libération) et l'ensemble de la gauche. L'UDF et une partie de l'UMP se montrent critiques sur la méthode. Il lui est reproché une absence de concertation avec les différents acteurs durant la préparation de la mesure.
En mai 2006, alors que Dominique de Villepin est mis en cause dans l'affaire Clearstream 2, Jacques Chirac n'envisage pas de remanier le gouvernement, et réitère « sa confiance pleine et entière au Premier ministre ». De nombreux députés de l'UMP commencent alors à critiquer ouvertement le Premier ministre. Le chef de l'opposition, François Hollande, déclare alors vouloir le départ de Dominique de Villepin.

Bien qu'il n'en ait pas manifesté officiellement l'intention, Dominique de Villepin fut vu par plusieurs analystes comme un potentiel candidat à l'élection présidentielle de 2007, d'où la rivalité avec Nicolas Sarkozy. Alors que Matignon lui donne une position favorable, le CPE et l'affaire Clearstream au printemps 2006 le firent renoncer,. Pour Raphaëlle Bacqué, la structure de la popularité de Dominique de Villepin « mordait trop au centre gauche pour être solide dans le cadre d'une présidentielle où la gauche aura ses propres candidats. »

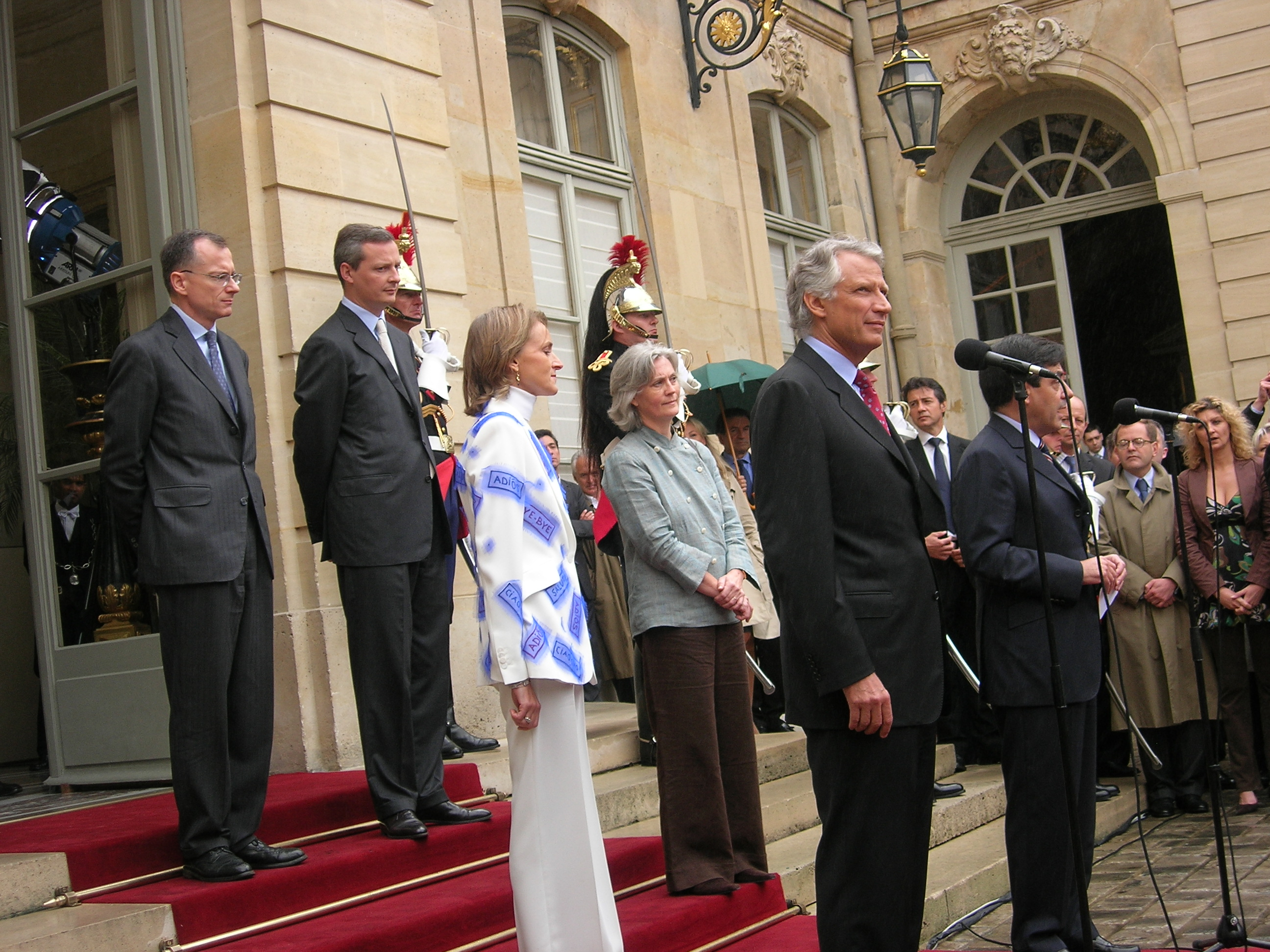
Passation de pouvoir entre Dominique de Villepin et François Fillon à Hôtel de Matignon, 17 mai 2007.

Il démissionne le 15 mai 2007, à la veille de la passation de pouvoir entre Jacques Chirac et Nicolas Sarkozy.
Alors qu'il est régulièrement présenté comme gaulliste ou gaulliste social, Laurent de Boissieu estime qu'il « apparaît certes comme davantage gaulliste que Nicolas Sarkozy, notamment en ce qui concerne la politique étrangère et les institutions. Mais davantage gaulliste que Nicolas Sarkozy ne signifie pas forcément gaulliste en général et gaulliste social en particulier, si les mots ont encore un sens. Or l'action de Dominique de Villepin en tant que Premier ministre (2005-2007) ne semble pas convaincante à cette aune ».

#### Affaire Clearstream
En avril et mai 2006, Dominique de Villepin est mis en cause dans l'affaire Clearstream 2. Informé par son ami Jean-Louis Gergorin, vice-président d'EADS, d'un complot supposé visant le groupe industriel, il a confié une mission de renseignement au général Philippe Rondot en janvier 2004, puis au directeur de la DST, Pierre de Bousquet de Florian. Dans ces circonstances, un document qui se révélera truqué remis au général Rondot, par Jean-Louis Gergorin, inclut Nicolas Sarkozy parmi beaucoup d'autres noms dans une liste compromettante de personnalités.
Deux juges et des policiers perquisitionnent, le 5 juillet 2007, au domicile parisien de Dominique de Villepin, dans l'enquête sur un supposé complot mené en 2004 contre Nicolas Sarkozy. La perquisition est poursuivie le lendemain à son bureau avenue Kléber, mis à sa disposition par le ministère des Affaires étrangères.
Le 10 juillet 2007, il annonce lui-même sa prochaine mise en examen dans ce dossier. Le 27 juillet, à la suite de sa convocation devant les magistrats chargés de l'instruction, il est effectivement mis en examen pour « complicité de dénonciation calomnieuse, recel de vol, recel d'abus de confiance et complicité d'usage de faux ». Il lui est dès lors intimé l'interdiction de prendre contact avec les autres protagonistes cités dans le dossier, au premier rang desquels l'ancien président Jacques Chirac. Concernant l'affaire Clearstream, l'ancien Premier ministre considère qu'en tant que président de la République, Nicolas Sarkozy peut difficilement être partie civile dans une affaire judiciaire.

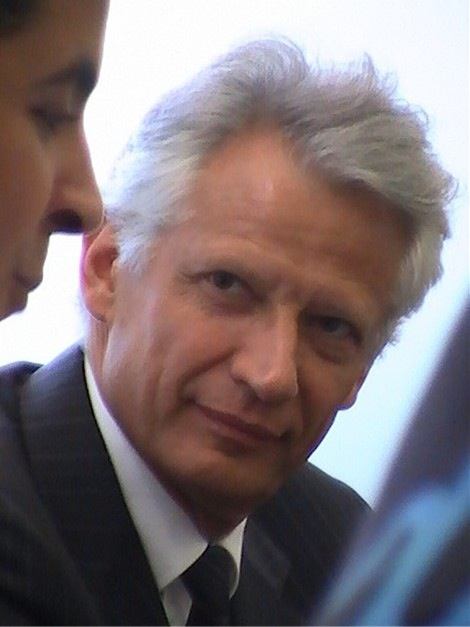
Dominique de Villepin en 2008.

Mi-novembre 2008, Dominique de Villepin est renvoyé en correctionnelle dans le cadre de l'affaire Clearstream notamment pour « complicité de dénonciation calomnieuse ».
Le 24 novembre 2008, il met en avant l'implication qu'il juge excessive du chef de l'État dans le traitement de l'affaire. Dans un mémoire au Conseil d'État, il l'accuse de « détournement de pouvoir » et du non-respect du principe de « l'égalité des armes ». Concrètement, il reproche au président Nicolas Sarkozy d'avoir, par décret, prolongé l'implication d'un juge dans le dossier, renforçant ainsi les tenants de l'inculpation de Dominique de Villepin.
Selon le procureur de la République de Paris, Jean-Claude Marin, Dominique de Villepin aurait été l'« un des bénéficiaires collatéraux, mais parfaitement conscient » de l'affaire Clearstream. Jean-Claude Marin, qui soutient l'accusation publique lors du procès débutant le 21 septembre, souligne, le 28 août 2009 : « Je pense qu'il y a, par delà un effet d'aubaine dans un combat politique que l'on connaît, une utilisation frauduleuse d'une information que l'on savait fausse par un corbeau que l'on connaissait ».
Le procès s'ouvre le 21 septembre 2009. À son arrivée au tribunal, Dominique de Villepin déclare, pour sa part, que sa présence sur le banc des accusés ne serait due qu'à « la volonté d'un homme, (…) par l'acharnement d'un homme, Nicolas Sarkozy, qui est aussi président de la République française », et qu'il en sortira « libre et blanchi au nom du peuple français ». Le 29 septembre 2009, Dominique de Villepin, interrogé par le procureur Jean-Claude Marin, déclare n'avoir « jamais eu connaissance de ces listings, et ne les [avoir] jamais eus entre les mains ». Gilbert Flam, ancien membre de la Direction générale de la Sécurité extérieure (DGSE), l'une des parties civiles lors de ce procès, contredit le même jour ce démenti en affirmant que Dominique de Villepin aurait choisi de ne pas dénoncer la falsification des listings alors qu'il en avait connaissance. Le procureur de la République requiert à son encontre 18 mois de prison avec sursis et 45 000 € d'amende.
Le 28 janvier 2010, il est relaxé par le tribunal correctionnel de Paris de tous les chefs d'accusation. Le procureur Jean-Claude Marin, représentant du parquet, décide d'interjeter appel de la décision. Interrogé le 29 janvier sur RMC, Dominique de Villepin déclare : « Jean-Claude Marin ne souhaitait pas que le premier procès ait lieu, parce que je l'ai entendu de sa bouche, il savait qu'il n'y avait rien dans ce dossier à me reprocher. Ce qu'elle montre cette décision, c'est qu'un homme, Nicolas Sarkozy, le président de la République, préfère persévérer dans son acharnement, dans sa haine plutôt que d'assumer la responsabilité de sa fonction, c'est-à-dire de défendre des institutions. » De son côté, Nicolas Sarkozy prend « acte » de cette décision et fait savoir qu'il ne serait pas représenté lors du procès en appel.

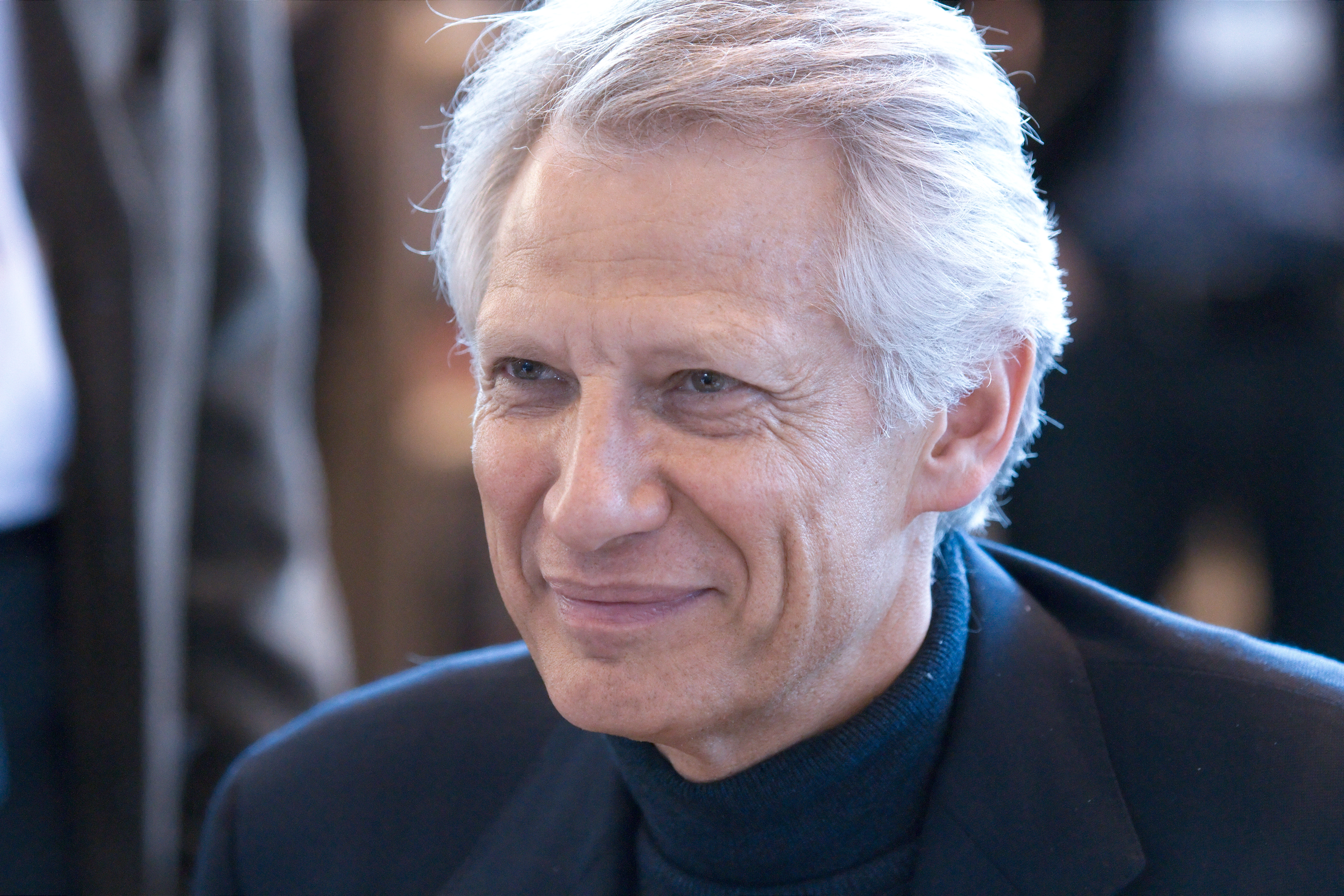
Dominique de Villepin au Salon du livre de Paris en mars 2010.

Ce procès se tient devant la cour d'appel de Paris du 2 au 26 mai 2011. À l'issue des débats, le parquet requiert 15 mois de prison contre Dominique de Villepin. Il est relaxé en première instance le 28 janvier 2010, la relaxe est confirmée en appel le 14 septembre 2011,.

#### Avocat et analyste
Le 9 janvier 2008, il prête serment et devient avocat au barreau de Paris sur dossier (licencié en droit, diplômé de l'IEP de Paris, énarque, haut fonctionnaire public) grâce à une recommandation de deux membres du barreau et à sa carrière juridique dans l'administration. Dominique de Villepin ouvre son propre cabinet et s'occupe d'affaires à caractère international,.
Se construisant une fortune personnelle, il gère ses affaires avec sa société de conseil, Villepin International, active dans le monde entier,,.
En 2013, il devient président du comité de conseil international de l'agence de notation financière Universal Credit Rating Group (en).
Ami de la famille Al-Thani, Dominique de Villepin maintient des liens privilégiés avec le Qatar. Certains avancent que le cabinet d'avocats qu'il dirige aurait l'émirat pour client et qu'il serait responsable d'un de ses fonds souverains, Qatar Luxury Group, fonds d'investissement personnel de cheikha Mozah, l'épouse de l'émir. Villepin n'ayant jamais eu, dans le cadre de ses activités professionnelles, le Qatar comme client et n'y ayant jamais donné de conférence rémunérée, réfute ces allégations. Cependant, il s’est vu remettre en avril 2010 l’un des prix « Doha Capitale Culturelle Arabe » accompagné d’un chèque de 10 000 euros.
Le 1er juillet 2015, il se retire du barreau de Paris, élargissant le même jour le périmètre de son entreprise Villepin International, qui passe du simple exercice de la profession d'avocat à celle d'une société de « nature commerciale » aux activités multiples, notamment le lobbying international (« conseil en management et en stratégie, analyse des risques politiques et des enjeux économiques, réalisation d’études, d’audits et de préconisations, tenue de conférences et de forums, intermédiation en vue de rapprochements, présentation et publication d’exposés ou d’analyses »). Son réseau en Chine, en Iran, au Venezuela ou encore au Qatar, lui permet d’intervenir dans le flux d’affaires entre pays émergents.
En 2019, il est nommé membre du conseil d'administration du Fonds national d'intérêts arméniens (ANIF), organisme chargé d'attirer les investissements étrangers en Arménie. Il quitte cette fonction en janvier 2024, après une réorganisation de la gestion de l'ANIF par le gouvernement arménien.
En 2023, il est l'ancien Premier ministre dont le coût lié aux avantages en nature dont il peut bénéficier est le plus élevé, avec 197 540 euros pour cette année-là.

#### Création du mouvement République Solidaire et candidature inaboutie à l’élection présidentielle de 2012

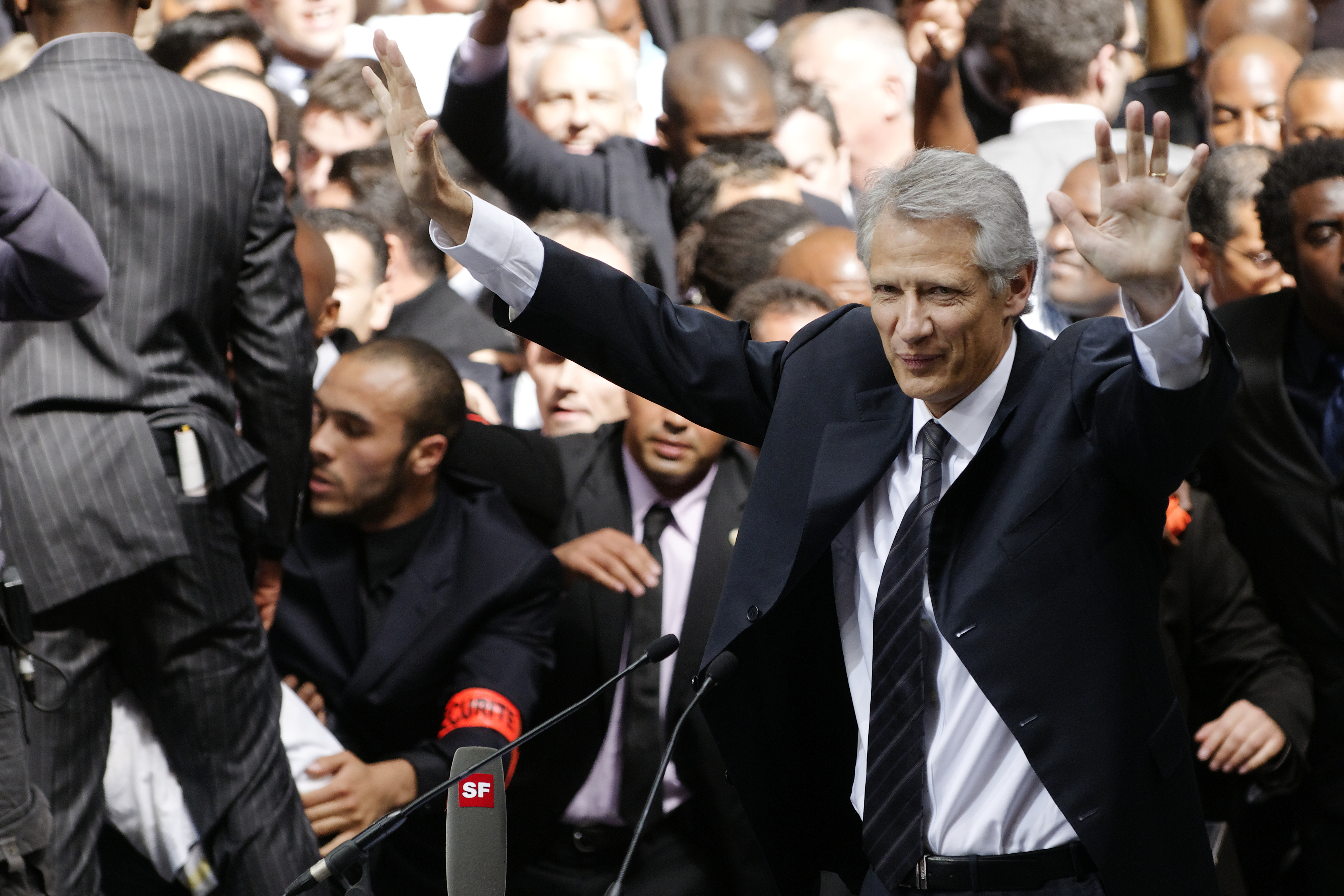
Dominique de Villepin lors du lancement de son parti politique République solidaire, le 19 juin 2010.

Durant le quinquennat de Nicolas Sarkozy, il se montre critique envers l'action du chef de l'État, au point d'envisager un « risque révolutionnaire » en France. Il indique, en 2009, son « souhait fort » de se présenter à la prochaine élection présidentielle, où il se verrait bien affronter Nicolas Sarkozy. Le 25 mars 2010, il annonce le lancement d'un mouvement politique. Ce mouvement est créé le 19 juin 2010 sous le nom de République solidaire. 

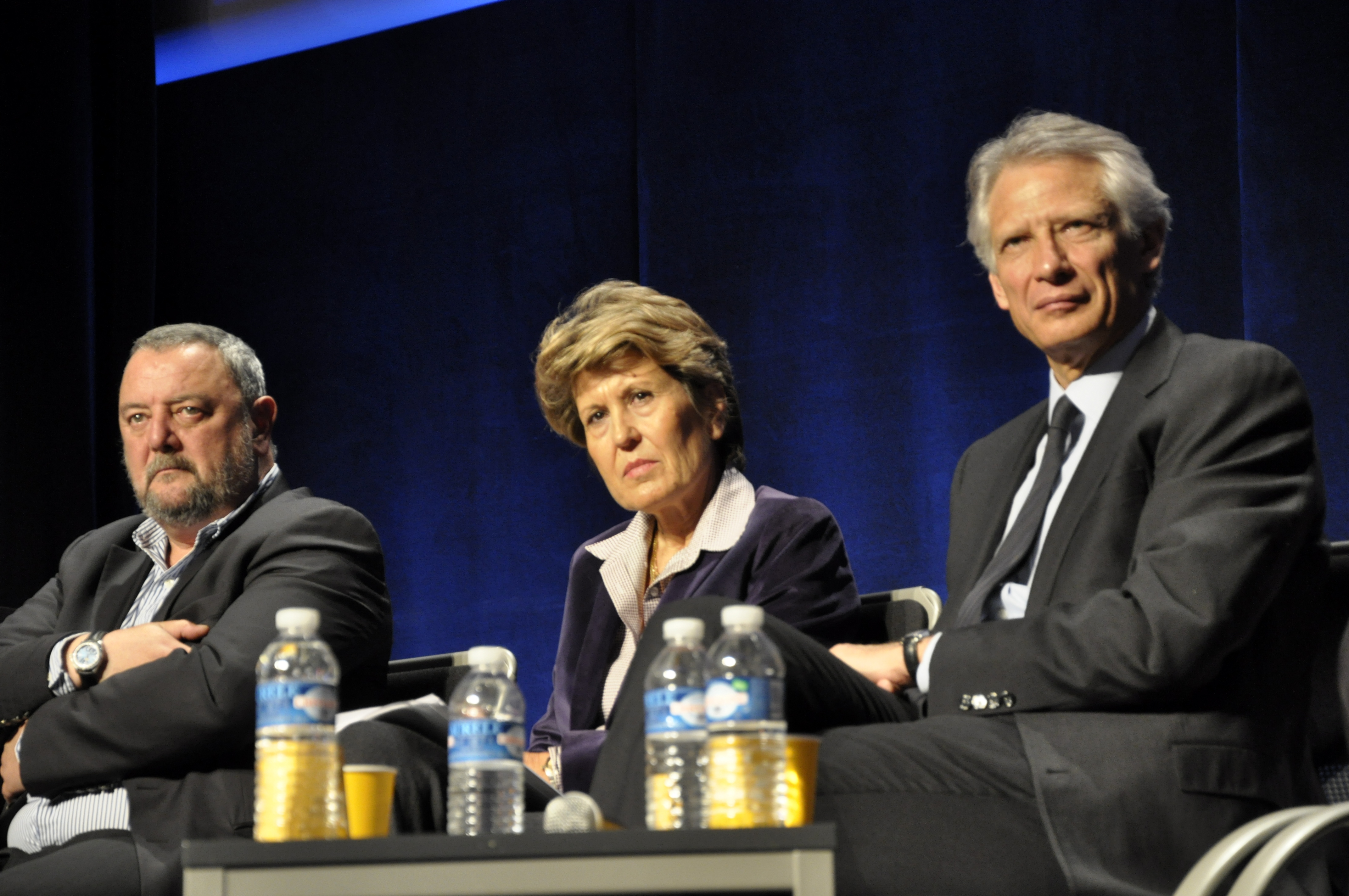
Dominique de Villepin aux côtés de Brigitte Girardin lors d’un congrès de République solidaire, en décembre 2010.

 Dominique de Villepin renouvelle néanmoins sa cotisation à l'UMP en juillet suivant tout en qualifiant Nicolas Sarkozy de « problème » pour la France,,. Le 22 février 2011, il annonce qu'il ne renouvelle pas son adhésion à l'UMP.

Logotype utilisé dans le cadre de sa campagne présidentielle de 2012.

Il quitte la présidence de République solidaire quelques mois plus tard pour se lancer dans la campagne. Jean-Pierre Grand lui succède. Dans la foulée, le 11 décembre 2011, il annonce, lors du journal de 20 heures de TF1, sa candidature à l'élection présidentielle de 2012. La mesure la plus commentée de son programme est la création d'un « revenu citoyen » qui serait versé à chaque Français selon un principe proche de celui de l'allocation universelle. Pendant la campagne, il est crédité de 1 à 3 % d'intentions de vote. Le 16 mars 2012, il annonce qu'il n'a pas obtenu les 500 signatures nécessaires pour se présenter, et n'apporte son soutien à aucun candidat.

#### Élection présidentielle de 2017

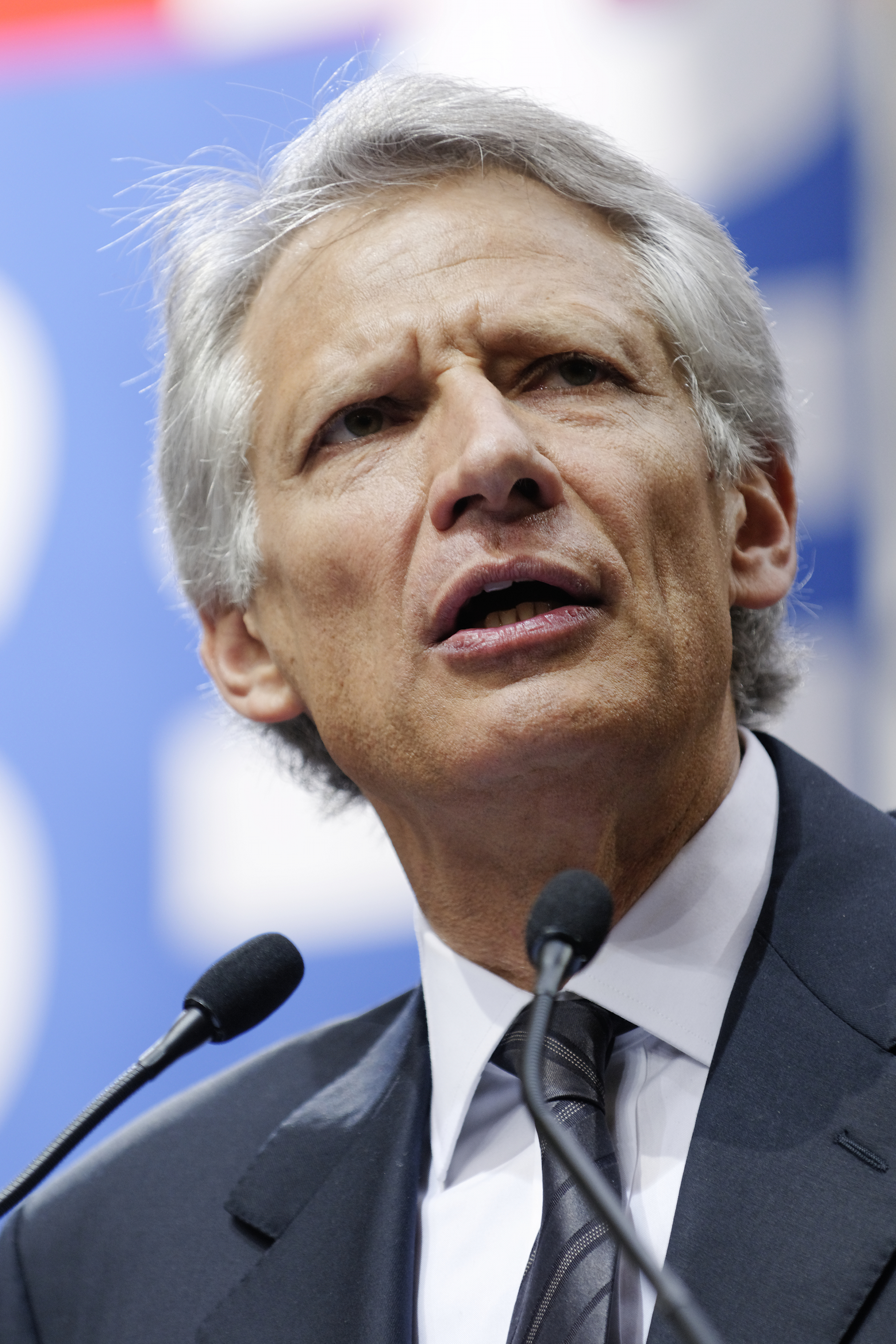
Dominique de Villepin en juin 2010.

En décembre 2014, au lendemain de l'élection de Nicolas Sarkozy à la présidence de l'UMP, il se dit prêt à apporter sa contribution aux orientations de l'UMP tout en écartant l'idée de se présenter à l'élection primaire que le parti doit organiser en 2016 pour désigner son candidat à l'élection présidentielle de 2017.
Dominique de Villepin qui n'avait apporté son soutien à aucun des candidats lors de la primaire de la droite, annonce voter au second tour, sans pour autant le soutenir, Emmanuel Macron face à son adversaire Marine Le Pen.

#### Activités en Chine
Comme son prédécesseur Jean-Pierre Raffarin, Dominique de Villepin a trouvé dans les relations franco-chinoises une nouvelle vie après la fin de sa carrière politique nationale, et il a « multiplié les missions en faveur de la Chine ».
Dans son livre Ces Français au service de l'étranger, le journaliste Clément Fayol s'est notamment penché sur les nombreuses et lucratives activités de Dominique de Villepin en Chine, même si « l'ancien Premier ministre cultive l'opacité sur ses activités ». En effet, la société qu'il a créée, Villepin International, ne dépose plus ses comptes depuis 2015, année où il a également créé deux sociétés à Hong Kong, paradis fiscal et porte incontournable des transferts financiers avec la Chine ; une troisième, Villepin Group Limited, a été créée dans la même ville quelques années plus tard, et voit passer « des sommes colossales qui interrogent sur les revenus de l'ancien chef de gouvernement ».
Considéré comme « très proche du président chinois Xi Jinping », il siège également au conseil du fonds d’investissement d'État China Minsheng et à l'agence de notation chinoise Dagong. Selon le journaliste, il y « aiderait des entreprises chinoises à se développer en Afrique et en Europe dans l’aéronautique, les infrastructures, les assurances, parfois en concurrence avec des entreprises françaises ».
Il a aussi créé une galerie d'art à Hong Kong, où il vend principalement des œuvres de l'artiste sino-français Zao Wou-Ki, dont il est un intime de la veuve Françoise Marquet.

#### Retour médiatique depuis 2024
En juillet 2024, à l’issue des élections législatives anticipées déclenchées par Emmanuel Macron, la France connaît une crise politique dès lors qu’aucune coalition de partis n’est parvenue à obtenir la majorité absolue des sièges à l’Assemblée nationale. Le 19 juin 2024, alors qu'il est interrogé sur LCI quelques jours avant le second tour, Dominique de Villepin appelle à voter en faveur du Nouveau Front populaire en cas de duel entre cette coalition politique et le Rassemblement national. Par la suite, il est de plus en plus interrogé par les médias concernant le blocage politique auquel la France est confrontée, ce qui renforce sa présence dans l'espace médiatique,,.
Par ailleurs, sa popularité se renforce notamment grâce à ses positions sur les questions internationales, particulièrement sur les conflits en Europe et au Moyen-Orient, qui lui valent le soutien d’une partie de la gauche française,,.
Lors d'un entretien à Mediapart rendu public le 17 janvier 2025, il laisse entrevoir ses ambitions sur une possible candidature à l’élection présidentielle de 2027 en déclarant à ce sujet : « ce combat, je ne peux pas ne pas y participer. Je ne peux pas ne pas être aux avant-postes ».
À la même période, plusieurs sondages indiquent qu’il serait la personnalité politique la plus appréciée des Français, ce qui multiplie les spéculations sur une éventuelle candidature à la présidence de la République,,,.
Le 23 juin 2025, il annonce dans la presse le lancement d'un nouveau parti, La France humaniste, dont il devient président d’honneur et présidé par Benoît Jimenez, maire de Garges-lès-Gonesse. Il annonce par la même occasion son intention de développer des idées dans la perspective de la prochaine élection présidentielle, sans pour autant confirmer officiellement sa candidature.
Dans le même temps, il continue de commenter l'actualité notamment internationale et se rapproche de personnalités comme Aurélien Pradié ou Benoît Payan.

### Vie personnelle

#### Famille
Il épouse le 3 août 1985 à Saint-Julien-sur-Sarthe la sculptrice Marie-Laure Le Guay. Ils ont trois enfants :
- Marie, née en 1986, mannequin et actrice ;
- Arthur, né en 1988, président de société[104] ;
- Victoire, née en 1990[105].

Le couple divorce en 2011.

#### Patrimoine
D'après L'Express, son patrimoine est évalué en février 2012 à 4 millions d'euros.
Entre décembre 2020 et mars 2021, il paie 6,9 millions d’euros pour deux biens immobiliers à Paris, dont un duplex de 380 m² avenue Foch.

#### Bibliothèque
Grand amateur de livres anciens, Dominique de Villepin a vendu sa bibliothèque aux enchères à Drouot en novembre 2013 totalisant 2,9 millions d'euros frais compris.

## Prises de position

### Opposition à l'intervention militaire en Syrie envisagée en 2013
Selon Dominique de Villepin, les puissances occidentales sont dans le cercle vicieux de la « guerre contre le terrorisme ». Les guerres successives menées par l'OTAN en Afghanistan, en Irak, en Libye, en Syrie alimentent un processus de haine et de destruction. Le chaos créé par les bombardements occidentaux facilite l’expansion d’un mouvement sectaire et blasphématoire de l'islam qui instrumentalise des identités blessées. L'État islamique agit comme un aimant pour une population déboussolée. Selon Dominique de Villepin, dans la mesure où la haine entraîne la haine, que la guerre nourrit la guerre, le risque que la guerre se perpétue est réel : « Certes, nous pouvons marquer des points, ici ou là, temporairement, mais en courant toujours le risque d'étendre le mal, virus opportuniste qui se dissémine en se dissimulant ».
Toujours selon lui, la France est entraînée à contre-emploi dans une logique sans issue. Au lieu de réagir par la surenchère militaire, il serait préférable d'adopter une vision politique, de mettre en place une stratégie politique, une capacité à penser l’action au-delà des bombes et de l’action militaire stricto sensu : « La guerre prétend tout résoudre soudainement quand la paix demande à être pétrie dans un processus interactif et progressif à maturation lente ».

### Lois mémorielles
En 2011, Dominique de Villepin se positionne en défaveur de la proposition de loi française réprimant la négation des génocides dont celui des Arméniens : « On ne légifère pas sur la mémoire », dit-il.

### Conflit israélo-palestinien et guerre à Gaza
Après l'attaque du Hamas contre Israël le 7 octobre 2023, il s’inquiète du risque d’escalade et met en garde face-au triple piège tendu par le Hamas puis soutient la perspective d'une libération de l'homme politique palestinien Marwan Barghouti.
Le 23 novembre 2023, dans l'émission Quotidien, il dénonce la pression exercée aux États-Unis sur les artistes qui souhaitent exprimer leur solidarité avec la Palestine, en soulignant qu'ils sont contraints de se conformer à une pensée unique, souhaitée par les actionnaires, sous peine de perdre leurs contrats. Cette phrase, dépourvue de toute référence aux juifs, est « travestie » en reliant « finance » et « Juifs » trois jours plus tard lors d'une interview de Yonathan Arfi par BFMTV, contestée dès le lendemain car elle allègue que Dominique de Villepin aurait dénoncé « la domination de la finance juive sur les sociétés occidentales », le bandeau en bas de l’écran affichant « “Domination” juive : de Villepin fait polémique ». La chaîne présente des excuses pour une « formulation inexacte et malheureuse », considérées comme tardives et insuffisantes, car absentes de la page du replay de l’émission, par le CDJM, instance professionnelle saisie, qui conclut en mars 2024 « qu’inventer des propos en les attribuant à un interlocuteur alors qu’il ne les a pas tenus est altérer un document » et viole donc le code de déontologie. Le mois suivant, BFM est mise en demeure par l'Arcom car « les propos tenus par le présentateur et son invité, ainsi que le bandeau les accompagnant, traduisaient une présentation factuellement inexacte ». Yonathan Arfi maintient cependant son analyse sur ces propos datant de 2023, les assimilant à « une rhétorique complotiste ou antisémite » lors d'un discours de juillet 2025, dont Dominique de Villepin est l'une des deux cibles principales, avec Jean-Luc Mélenchon.
Dominique de Villepin dénonce le lendemain des « propos gravissimes » car risquant « d'établir une confusion » entre « la politique du gouvernement de Netanyahu, l’État d’Israël et la communauté juive » puis accuse ces déclarations d'« [étouffer] la liberté d’expression et de divis[er] le pays ».
Appelant en mai 2025 à « un isolement économique et stratégique » d'Israël pour s'opposer à l'objectif de « déportation » de la population de Gaza prévue par le gouvernement israélien, il reproche à Emmanuel Macron son inaction.

### Système de retraites
Il dénonce la réforme des retraites de 2023, selon lui « passée en force, contre le peuple, contre les salariés, contre les travailleurs » et demande son abrogation.
En juin 2025, dans la perspective d'une candidature en 2027, il affirme vouloir « reprendre le projet de la retraite par points » qu'il tient pour « plus lisible et plus juste ». Ce projet reprendrait en compte les critères de pénibilité et introduirait « un peu de capitalisation »,

### Crise climatique
Il souhaite inscrire dans la constitution un objectif de neutralité carbone qui devrait être atteint avant 2050.

## Détail des mandats et fonctions
Adhérent du RPR puis de l'UMP de 1977 à 2011, il est président de République solidaire entre 2010 et 2011.

### Fonctions gouvernementales
- 17 mai 1995 – 6 mai 2002 : secrétaire général de la présidence de la République

Gouvernements Jean-Pierre Raffarin I, II et III
- 7 mai 2002 – 17 juin 2002 : ministre des Affaires étrangères, de la Coopération et de la Francophonie
- 17 juin 2002 – 31 mars 2004 : ministre des Affaires étrangères
- 31 mars 2004 – 31 mai 2005 : ministre de l'Intérieur, de la Sécurité intérieure et des Libertés locales

Gouvernement Dominique de Villepin
- 31 mai 2005 – 17 mai 2007 : Premier ministre

## Décorations

### Françaises
En 2005, il est décoré des insignes de grand-croix de l'ordre national du Mérite, de droit en tant que Premier ministre ayant exercé ses fonctions pendant plus de six mois. Le 13 juillet 2023, Dominique de Villepin est nommé au grade de commandeur dans l'ordre national de la Légion d'honneur au titre de « ancien Premier ministre, ancien ministre, président d'une société de conseil en stratégie ; 43 ans de services »,.

### Étrangères
- Grand officier de l'ordre du Mérite de la République italienne (Italie, 2000)[132].
- Grand-croix de l'ordre des Trois Étoiles (Lettonie).
- Grand commandeur de l'ordre du grand-duc Gediminas (Lituanie).
- Grand commandeur de l'ordre du mérite en faveur de la Lituanie (Lituanie).
- Grand officier de l'ordre de Saint-Charles (Monaco, 1997)[133].
- Grand-croix de l'ordre royal norvégien du Mérite (Norvège)[134].
- Grand-croix de l'ordre du Mérite (Pologne)[135].
- Grand officier de l'ordre de l'Étoile de Roumanie (Roumanie, 1999)[136].
- Grand-croix de l'ordre de l'Infant Dom Henri (Portugal, 4 février 1999)[137].
- Médaille de la république orientale de l'Uruguay (en) (Uruguay, 1996)[138]

## Publications
Passionné de sport, d'histoire et de littérature il a publié un ouvrage sur l'épopée napoléonienne, plusieurs essais, et deux recueils de poèmes en 1986 et 1988, ces publications lui popularisèrent le surnom de « Poète ». Dans ceux-ci, il décrit, au fil des pages en l'honneur des grands poètes, son enfance hors de France.
- 2001 : Les Cent-Jours ou l'esprit de sacrifice, Perrin ; une fresque lyrique sur la fin de Napoléon — grand prix de la Fondation Napoléon et prix des Ambassadeurs.
- 2002 : Le Cri de la gargouille, Albin Michel ; Librairie générale française, 2003, essai.
- 2003 : Éloge des voleurs de feu, NRF-Gallimard, essai.
- 2003 : Un autre monde, L'Herne, recueil de discours, préface de Stanley Hoffmann, tr. anglais Toward a new world: speeches, essays, and interviews on the war in Iraq, the UN, and the changing face of Europe (Hoboken, N.J. : Melville House, c. 2004).
- 2004 : Naissance et mort des empires, Perrin, en co-écriture avec Emmanuel Le Roy Ladurie, Jacques Marseille, Claude Nicolet, Pierre Chuvin, Jean-Pierre Rioux, Jean-Pierre Azéma, Stéphane Audoin-Rouzeau, Jean-Jacques Becker, Marie-Claire Bergère, Serge Gruzinski, Laurent Theis, Aldo Schiavone et Justin Vaïsse.
- 2004 : Le Requin et la Mouette, Plon/Albin Michel, essai.
- 2005 : Histoire de la diplomatie française avec Jean-Claude Allain, Françoise Autrand, Lucien Bély, Perrin.
- 2005 : L'Homme européen, avec Jorge Semprún, Plon, essai  (ISBN 2-259-20269-1).
- 2005 : Urgences de la poésie, Casablanca, éditions de la Maison de la Poésie au Maroc, tr. arabe par Mohamed Bennis, illustré par Mehdi Qotbi ; trois poèmes de D. de Villepin : « Élégies barbares », « Le droit d’aînesse », et « Sécession ».
- 2006 : Zao Wou-Ki : Carnets de voyage 1948-1952, Albin Michel, préface.
- 2007 : Le Soleil noir de la puissance, 1796-1807, Perrin.
- 2008 : Hôtel de l'Insomnie, Plon, essai  (ISBN 2-259-21361-8).
- 2008 : La Chute ou l'Empire de la solitude, 1807-1814, Perrin — lauréat du 33e prix de la Fondation Pierre-Lafue en 2009.
- 2009 : La Cité des hommes, Plon, essai  (ISBN 2-259-20915-7).
- 2009 : Le Dernier Témoin, Plon, roman  (ISBN 2-259-21339-1).
- 2010 : De l'esprit de cour, Perrin, essai.
- 2011 : Notre vieux pays, Plon  (ISBN 2-259-21615-3).
- 2012 : Seul le devoir nous rendra libres, Le Cherche midi.
- 2016 : Mémoires de paix pour temps de guerre, Paris, Éditions Grasset, 666 p.
- 2025 : Le Pouvoir de dire non, Flammarion, 288p.

#### Ouvrages

##### Sur la famille de Villepin
- Gustave Chaix d'Est-Ange, Dictionnaire des familles françaises anciennes ou notables à la fin du XIXe siècle, vol. 20, Évreux, C. Hérissey, 1929 (lire en ligne), p. 101.

##### Sur Dominique de Villepin
- Bruno Le Maire, Le Ministre, Paris, Grasset, 2004, 271 p.  (ISBN 978-2246676119).
- Yves Derai et Aymeric Mantoux, L'homme qui s'aimait trop, Paris, L'Archipel, 2005, 185 p.  (ISBN 978-2841877539).
- Franz-Olivier Giesbert, La Tragédie du président : scènes de la vie politique 1986-2006. Paris, Flammarion, 2006, 414 p.  (ISBN 978-2080689481).
- Serge Raffy, La Guerre des Trois : Chirac, Villepin, Sarkozy, Paris, Fayard, 2006, 282 p.  (ISBN 978-2213627458).
- Bruno Le Maire, Des hommes d'État, Paris, Grasset, 2008, 449 p.  (ISBN 978-2246735816).
- Guy Birenbaum, Le Cabinet noir : au cœur du système Yves Bertrand, Paris, Les Arènes, 2008, 233 p.
- Patrick de Saint-Exupéry, Complices de l'Inavouable : la France au Rwanda, Paris, Les Arènes, 2009, 313 p.  (ISBN 978-2352040835).
- Jean-Claude Maurice, Si vous le répétez, je démentirai… : Chirac, Sarkozy, Villepin, Paris, Plon, 2009, 291 p.  (ISBN 978-2259210218).
- Anna Cabana, Villepin : la verticale du fou, Paris, Flammarion, 2010, 186 p.  (ISBN 9782081239128).
- Laurent Valdiguié, Le procès Villepin, Paris, Stock, 2010  (ISBN 2234064244).
- Thierry Desjardins, Villepin, le cauchemar de Sarkozy, Paris, Fayard, 2012, 352 p..
- Hélène Richard-Favre, Éclipse d’un poète solidaire, Paris, Sigest, 2016, 87 p.
- Zachary de Saint-Mède, Dominique de Villepin au Quai d'Orsay (2002-2004), Paris, L'Harmattan, 2022, 188 p.

##### Bande dessinée
- Christophe Blain, Abel Lanzac, Quai d'Orsay, Dargaud, 2010  (ISBN 2205061321). Scénarisé par un collaborateur direct de D. de Villepin, nommé dans le livre Alexandre Taillard de Vorms.

#### Articles
- Le Figaro
  - AFP, « Villepin : Mai 68 à Caracas », Le Figaro,‎ 1er avril 2008 (lire en ligne, consulté le 17 novembre 2015).
  - C J, « Dominique de Villepin entame une nouvelle carrière », Le Figaro,‎ 9 janvier 2008 (lire en ligne, consulté le 23 décembre 2015).
  - Bastien Hugues, « Villepin espère être candidat à la présidentielle en 2012 », Le Figaro,‎ 24 avril 2009 (lire en ligne, consulté le 23 décembre 2015).
  - Judith Waintraub, « Villepin renouvelle son adhésion à l'UMP », Le Figaro,‎ 4 août 2010 (lire en ligne, consulté le 23 décembre 2015).
  - « Pour Villepin, « Sarkozy est un des problèmes de la France » », Le Figaro,‎ 7 novembre 2010 (lire en ligne, consulté le 23 décembre 2015).
  - Flore Galaud, « Dominique de Villepin relaxé dans l'affaire Clearstream », Le Figaro,‎ 28 janvier 2010 (lire en ligne, consulté le 23 décembre 2015).
  - « Clearstream : le parquet fait appel », Le Figaro,‎ 29 janvier 2010 (lire en ligne, consulté le 23 décembre 2015).
  - « Clearstream : la relaxe de Dominique de Villepin confirmée », Le Figaro,‎ 14 septembre 2011 (lire en ligne, consulté le 23 décembre 2015).
- Le Monde
  - « M. de Villepin place la « croissance sociale » au cœur de son action », Le Monde,‎ 1er septembre 2005 (lire en ligne, consulté le 17 novembre 2015).
  - « Dominique de Villepin endosse le « costume » de président à l'ONU », Le Monde,‎ 16 septembre 2005 (lire en ligne, consulté le 23 décembre 2015).
  - Raphaëlle Bacqué, « CPE : quelle sortie de crise pour Villepin ? », Le Monde,‎ 29 mars 2006 (lire en ligne, consulté le 23 décembre 2015).
  - « Sarkozy à Matignon : l'hypothèse est de l'intox pour M. Estrosi », Le Monde,‎ 7 mai 2006 (lire en ligne, consulté le 23 décembre 2015).
  - « Un incident entre Dominique de Villepin et François Hollande à l'Assemblée provoque une suspension de séance », Le Monde,‎ 20 juin 2006 (lire en ligne, consulté le 23 décembre 2015).
  - « MM. Chirac et de Villepin retirent le CPE, les opposants se déclarent satisfaits », Le Monde,‎ 10 avril 2006 (lire en ligne, consulté le 17 novembre 2015).
  - Gérard Davet et Hervé Gattegno, « Affaire Clearstream : le témoignage qui contredit Dominique de Villepin », Le Monde,‎ 28 avril 2006 (lire en ligne, consulté le 23 décembre 2015).
  - « Selon M. de Villepin, Nicolas Sarkozy a « violé le droit au procès équitable » dans l'affaire Clearstream », Le Monde,‎ 24 novembre 2008 (lire en ligne, consulté le 23 décembre 2015)
  - « Dominique de Villepin est désormais avocat au barreau de Paris », Le Monde,‎ 9 janvier 2008 (lire en ligne, consulté le 23 décembre 2015).
- La Croix
  - Mathieu Castagnet, « L’éphémère « contrat nouvelles embauches » », La Croix,‎ 13 novembre 2014 (lire en ligne, consulté le 17 novembre 2015).
- L'Express
  - « La biographie de Dominique de Villepin », L'Express,‎ 31 mai 2005 (lire en ligne, consulté le 17 novembre 2015).
  - Nicolas Pinault, « Quand Hollande le dépassait », L'Express,‎ 2 février 2006 (lire en ligne, consulté le 17 novembre 2015).
- L'Obs
  - « Les députés prorogent l'état d'urgence », L'Obs,‎ 16 novembre 2005 (lire en ligne, consulté le 23 décembre 2015).
  - « Dominique de Villepin nie avoir eu les faux listings », L'Obs,‎ 29 septembre 2009 (lire en ligne, consulté le 23 décembre 2015).
  - « Villepin : "Sarkozy est un des problèmes de la France" », L'Obs,‎ 7 novembre 2010 (lire en ligne, consulté le 23 décembre 2015).
- Le Point
  - Pauline de Saint Remy, « « Il manque à Dominique de Villepin l'expérience du parti » », Le Point,‎ 14 avril 2011 (lire en ligne, consulté le 23 décembre 2015).
  - Christophe Labbé et Mélanie Delattre, « Nos chers amis les Qataris », Le Point,‎ 14 juin 2012 (lire en ligne, consulté le 23 décembre 2015).
- Le JDD
  - Gaël Vaillant, « Villepin, du « solidaire » au « rassembleur » », Le JDD,‎ 20 septembre 2011 (lire en ligne, consulté le 23 décembre 2015).
  - « La nouvelle vie de Villepin comme conseiller économique », Le JDD,‎ 12 octobre 2013 (lire en ligne, consulté le 23 décembre 2015).
  - G V, « Villepin ne participera pas à la primaire UMP », Le JDD,‎ 2 décembre 2014 (lire en ligne, consulté le 23 décembre 2015).
- Le Parisien
  - « Les excuses de Villepin », Le Parisien,‎ 1er août 2003 (lire en ligne, consulté le 17 novembre 2015).
  - « Clearstream : le duel Villepin-Sarkozy a déjà commencé », Le Parisien,‎ 21 septembre 2009 (lire en ligne, consulté le 23 décembre 2015).
  - « Pourquoi Dominique de Villepin quitte l'UMP », Le Parisien,‎ 23 février 2011 (lire en ligne, consulté le 23 décembre 2015).
  - « UMP : Villepin est « prêt à contribuer » mais « n'aspire à aucun poste » », Le Parisien,‎ 2 décembre 2014 (lire en ligne, consulté le 23 décembre 2015).
- Libération
  - « Affaire Clearstream : Villepin renvoyé en correctionnelle », Libération,‎ 19 novembre 2008 (lire en ligne, consulté le 23 décembre 2015).
  - Laure Equy, « Villepin lance son "mouvement politique" et éreinte Sarkozy », Libération,‎ 25 mars 2010 (lire en ligne, consulté le 23 décembre 2015).
  - « Repères. Qatar et banlieue », Libération,‎ 23 septembre 2012 (lire en ligne, consulté le 23 décembre 2015).
- Autres
  - Marwane Ben Yahmed, « Accords de Linas-Marcoussis : la vraie histoire du « oui » de Gbagbo à Chirac », Jeune Afrique,‎ 4 mars 2003 (lire en ligne, consulté le 17 novembre 2015).
  - Aude Leroy, « Villepin préside le conseil des ministres », RFI,‎ 7 septembre 2005 (lire en ligne, consulté le 23 décembre 2015).
  - Camille Vayssettes, « Dominique de Villepin veut « remettre la France en marche » », lepetitjournal.com,‎ 9 juin 2005 (lire en ligne, consulté le 17 novembre 2015).
  - Pascal Junghans, « Affaire Clearstream : le procureur accuse, Villepin se défend », La Tribune,‎ 31 août 2009 (lire en ligne, consulté le 23 décembre 2015).
  - Jean-Pierre Bédéï, « Tensions et débordements », La Dépêche,‎ 23 avril 2009 (lire en ligne, consulté le 23 décembre 2015).
  - « Clearstream : le parquet soupçonné d'avoir cédé à la pression politique », France Info,‎ 2 novembre 2011 (lire en ligne, consulté le 23 décembre 2015).
  - « Dominique de Villepin fixé sur son sort le 14 septembre », France 24,‎ 26 mai 2011 (lire en ligne, consulté le 23 décembre 2015).
  - François Labrouillère, « Villepin lâche le barreau pour le « business » », Paris Match,‎ 19 août 2015 (lire en ligne, consulté le 23 décembre 2015).
  - Éric Vial, Villepin, observateur et commentateur de Fouché p. 548 in Dictionnaire Fouché, Éditions Sutton, 2019.

### Vidéo
- « Quand Dominique de Villepin s'opposait à la "guerre" contre l'État islamique », Ce soir (ou jamais !),‎ 2014 (lire en ligne, consulté le 23 décembre 2015).

### Au cinéma
- 2011 : dans Les Fauves : Sarkozy - Villepin, 15 ans d'affrontements, réalisé par Patrick Rotman.
- 2011 : dans La Conquête, réalisé par Xavier Durringer ; joué par Samuel Labarthe.
- 2013 : dans Quai d'Orsay, réalisé par Bertrand Tavernier, adapté de la bande-dessinée de même nom, Alexandre Taillard de Vorms, inspiré de Dominique de Villepin, est joué par Thierry Lhermitte.
- 2023 : dans Bernadette, réalisé par Léa Domenach ; joué par François Vincentelli.